# Zaawaadi
Zaawaadi (Kiambu, Kenia; 23 de octubre de 1988) es una actriz pornográfica y modelo erótica de nacionalidad keniana.

## Biografía y carrera
Zaawaadi nació y se crio en Kiambu, en Kenia. Posteriormente, se trasladó a Hannover, Alemania, donde estudió enfermería en un hospital, graduándose en 2015. A principios de 2016, comenzó con trabajos de modelaje erótico y algunos proyectos como camgirl. A finales de 2019, asistió al Festival Venus de Berlín, donde conoció a la actriz pornográfica Tiffany Tatum, quien la introdujo al mundo del entretenimiento para adultos, presentándola al actor y director Rocco Siffredi. Su primera escena fue producida bajo la dirección de Pierre Woodman, lanzada en enero de 2020. Posteriormente filmó otras escenas con distintas productoras, pero la cumbre de su carrera llegó a finales de 2020, cuando realizó una película dirigida por Rocco Siffredi, llamada My Name is Zaawaadi. La película la tenía a ella como protagonista, además de contar con las apariciones de Tiffany Tatum, Martina Smeraldi, Malena Morgan, Cherry Kiss, Vince Karter, Michael Chapman, Oscar Batty y Yves Morgan. Esta obra le valió a Zaawaadi múltiples nominaciones y victorias en distintas premiaciones.

## Premios y nominaciones
| Año  | Categoría                                       | Resultado |
| ---- | ----------------------------------------------- | --------- |
| 2020 | Mejor nueva estrella extranjera                 | Nominada  |
| 2020 | Mejor Showcase de estrellas My Name is Zaawaadi | Nominada  |
| 2020 | Premio de los fanes: Mejor debutante            | Nominada  |

| Año  | Categoría                                        | Resultado |
| ---- | ------------------------------------------------ | --------- |
| 2020 | Mejor actriz revelación                          | Nominada  |
| 2020 | Mejor escena de sexo - Gonzo My Name is Zaawaadi | Ganadora  |

| Año  | Categoría                          | Resultado |
| ---- | ---------------------------------- | --------- |
| 2020 | Mejor actriz revelación            | Nominada  |
| 2020 | Escena del año My Name is Zaawaadi | Ganadora  |